# Бунвілл (Міссісіпі)
Бунвілл (англ. Booneville) — місто (англ. city) в США, в окрузі Прентісс штату Міссісіпі. Населення — 9126 осіб (2020).

## Географія
Бунвілл розташований за координатами 34°39′52″ пн. ш. 88°34′6″ зх. д. / 34.66444° пн. ш. 88.56833° зх. д. (34.664403, -88.568326).  За даними Бюро перепису населення США в 2010 році місто мало площу 66,79 км², з яких 66,70 км² — суходіл та 0,09 км² — водойми.

### Клімат
| Клімат : Бунвілл      | Клімат : Бунвілл | Клімат : Бунвілл | Клімат : Бунвілл | Клімат : Бунвілл | Клімат : Бунвілл | Клімат : Бунвілл | Клімат : Бунвілл | Клімат : Бунвілл | Клімат : Бунвілл | Клімат : Бунвілл | Клімат : Бунвілл | Клімат : Бунвілл | Клімат : Бунвілл |
| Показник              | Січ.             | Лют.             | Бер.             | Квіт.            | Трав.            | Черв.            | Лип.             | Серп.            | Вер.             | Жовт.            | Лист.            | Груд.            | Рік              |
| Середній максимум, °C | 10,0             | 11,7             | 17,2             | 22,2             | 26,7             | 30,6             | 32,2             | 32,2             | 29,4             | 23,3             | 16,7             | 11,1             | 21,7             |
| Середній мінімум, °C  | −0,6             | 0,6              | 5,0              | 10,0             | 14,4             | 18,9             | 20,6             | 20,0             | 16,7             | 10,0             | 4,4              | 0,6              | 10,0             |
| Норма опадів, мм      | 132              | 124              | 150              | 127              | 127              | 99               | 102              | 86               | 86               | 84               | 117              | 147              | 1384             |
| --------------------- | ---------------- | ---------------- | ---------------- | ---------------- | ---------------- | ---------------- | ---------------- | ---------------- | ---------------- | ---------------- | ---------------- | ---------------- | ---------------- |
| Джерело: Weatherbase  |                  |                  |                  |                  |                  |                  |                  |                  |                  |                  |                  |                  |                  |

## Демографія
Згідно з переписом 2010 року, у місті мешкали 8743 особи в 3311 домогосподарстві у складі 2142 родин. Густота населення становила 131 особа/км².  Було 3701 помешкання (55/км²).
Расовий склад населення:
| - 77,0 % — білих - 20,3 % — чорних або афроамериканців - 0,3 % — корінних американців - 0,2 % — азіатів - 1,0 % — осіб інших рас |

До двох чи більше рас належало 1,2 %. Частка іспаномовних становила 1,9 % від усіх жителів.
За віковим діапазоном населення розподілялося таким чином: 21,3 % — особи молодші 18 років, 62,5 % — особи у віці 18—64 років, 16,2 % — особи у віці 65 років та старші. Медіана віку мешканця становила 36,4 року. На 100 осіб жіночої статі у місті припадало 90,9 чоловіків;  на 100 жінок у віці від 18 років та старших — 85,9 чоловіків також старших 18 років.
Середній дохід на одне домашнє господарство  становив 49 685 доларів США (медіана — 31 375), а середній дохід на одну сім'ю — 59 227 доларів (медіана — 42 618). Медіана доходів становила 38 203 долари для чоловіків та 30 580 доларів для жінок. За межею бідності перебувало 26,5 % осіб, у тому числі 37,9 % дітей у віці до 18 років та 11,8 % осіб у віці 65 років та старших.
Цивільне працевлаштоване населення становило 3000 осіб. Основні галузі зайнятості: освіта, охорона здоров'я та соціальна допомога — 26,2 %, виробництво — 19,1 %, роздрібна торгівля — 16,9 %.